# William Kingsford
William Kingsford, född 23 december 1819 i London, död 28 september 1898 i Ottawa, var en kanadensisk historiker. 
Kingsford tog vid 17 års ålder värvning som husar, kom 1837 med sitt regemente till Kanada, erhöll 1840 avsked som sergeant och anställdes 1841 som lantmätare i Montréal. En tid utgav han en tidning i Montréal, verkade som ingenjör vid järnvägsbyggnader och kanalanläggningar, blev 1855 stadsingenjör i Toronto samt 1872 statens hamningenjör vid Stora sjöarna och Saint Lawrencefloden, från vilket ämbete han vid ministerskiftet 1879 av partipolitiska skäl avlägsnades. Han ägnade sig därefter åt omfattande forskning för sitt för Kanadas historia grundläggande sakrika verk History of Canada (tio band, 1887–1898; går till 1841). Flera kanadensiska universitet gjorde honom till hedersdoktor.